# Vicente Santolaria Escrig
Vicente Santolaria Escrig («Chirles») (Cirat, 1902 - Tremp, 1948) fou un activista polític anarquista valencià, militant de la CNT que fou elegit alcalde de Cirat pel Front Popular el 1936. El seu nom és conegut per haver estat el primer cas resolt d'un desaparegut del franquisme, gràcies al programa d'identificació genètica del Departament d'Afers i Relacions Institucionals i Exteriors i Transparència de la Generalitat de Catalunya.

## Biografia
Va néixer a Cirat, i a 4 anys va perdre la seva mare, morta de part en néixer el seu germà. Amb només 14 anys va anar a Barcelona i va començar a treballar en la construcció, on va entrar en contacte amb grups anarquistes i especialment amb la CNT de Salvador Seguí. Es va exiliar a França durant la dictadura de Primo de Rivera i va tornar amb la proclamació de la Segona República. Llavors va fundar la CNT a Cirat, el 1931, i va impulsar diferents cooperatives. La seva iniciativa va fer que fos nomenat alcalde del poble el 1936, com a president del Comitè Municipal i Antifeixista. Més tard es va mobilitzar amb els republicans i va ser acusat d'incitació a la rebel·lió, cosa que li va costar una condemna de 16 anys de presó, dels quals en va complir dos i mig. Havia estat acusat de maqui i, en conèixer l'assalt guerriller a un llogaret proper a 1948, va marxar a peu fins a Barcelona per amagar-se amb una identitat falsa, i es va traslladar de nou en aconseguir una feina a Mata-solana, però llavors va ser detingut i va morir el 1948 a la caserna de la Guàrdia Civil de Tremp, probablement assassinat, tot i que la versió oficial de la Guàrdia Civil fou el suïcidi.
Durant molts anys ningú no va saber on es trobaven les seves restes, fins que els seus familiars van aconseguir que s'identifiqués el seu cos en una fossa sense identificar al cementiri de Tremp, mercès a proves d'identificació genètica ofertes per la Generalitat de Catalunya. Aquest fou el primer cas resolt d'un desaparegut del franquisme, gràcies al programa d'identificació genètica del Departament d'Afers i Relacions Institucionals i Exteriors i Transparència de la Generalitat de Catalunya.